# Society for Psychical Research

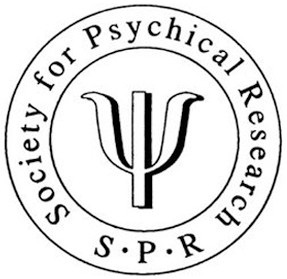
Logo.

Die Society for Psychical Research (abgekürzt SPR) ist ein Verein zur Erforschung parapsychologischer Phänomene. Sie wurde 1882 in London gegründet und war die erste ihrer Art.
Gründungsmitglieder waren William F. Barrett, Edmund Gurney, Frederic W. H. Myers und George John Romanes, alle dem Trinity College (Cambridge) verbunden. Die Anregung dazu gab Barrett schon 1876 aus Interesse am Spiritismus. Die Ergebnisse der Forschungen werden in den Proceedings of the Society for Psychical Research und im Journal of the Society for Psychical Research veröffentlicht. Die bis heute (2006) bekannteste, aber auch umstrittenste, Untersuchung war der sogenannte Hodgson Report aus den Jahren 1884/85.
1889–1905 war ihr die American Society for Psychical Research angegliedert.
Die britische Parapsychologin und Rechtsanwältin Mary Rose Barrington (* 31. Januar 1926; † 20. Februar 2020) wurde 1995 zur Vizepräsidentin der Society for Psychical Research gewählt. Sie hatte eine neue Forschungsrichtung, das JOTT-Phänomen (Just One of Those Things), in den Verein gebracht. Hier wird die Möglichkeit untersucht, dass das Verschwinden oder zeitweise Verschwinden von Gegenständen, die normalerweise auf falsche Wahrnehmungen, Beobachtungsfehler oder fehlerhafte Erinnerungen zurückgeführt werden, manchmal eine nicht normale Ursache haben könnte. Damit gehört diese Forschungsrichtung zu den Parawissenschaften. 2018 veröffentlichte sie ihr Buch JOTT: when things disappear... and come back or relocate - and why it really happens. Die Autoren Axel Ertelt und Wilfried Stevens haben in ihrem Buch "Portale und Teleportation" ein ganzes Kapitel dem JOTT-Phänomen gewidmet.
Seit 2021 bietet der Verein für Mitglieder sein Magazin The Magazine of the Society for Psychical Research an.
2024 feiert der Verein SPR sein 142-jähriges Bestehen in Derby (Derbyshire).
| Die Präsidenten der Society for Psychical Research | |
| 1882–1884                                          | Henry Sidgwick (1838–1900), englischer Philosoph                                                       |
| 1885–1887                                          | Balfour Stewart (1828–1887), schottischer Physiker                                                     |
| 1888–1892                                          | Henry Sidgwick (1888–1900), englischer Philosoph                                                       |
| 1893                                               | Arthur Balfour (1848–1930), späterer Premierminister, bekannt durch die Balfour-Deklaration            |
| 1894–1895                                          | William James (1842–1910), amerikanischer Psychologe und Philosoph                                     |
| 1896–1899                                          | Sir William Crookes (1832–1919), englischer Physiker, Parapsychologe und Chemiker                      |
| 1900                                               | Frederic W. H. Myers (1843–1901), englischer Altphilologe und Philosoph                                |
| 1901–1903                                          | Sir Oliver Lodge (1851–1940), englischer Physiker                                                      |
| 1904                                               | Sir William F. Barrett (1844–1925), englischer Physiker                                                |
| 1905                                               | Charles Richet (1850–1935), französischer Physiologe und Nobelpreisträger                              |
| 1906–1907                                          | Gerald Balfour, 2. Earl of Balfour (1853–1945), Politiker, Bruder von Arthur Balfour                   |
| 1908–1909                                          | Eleanor Sidgwick (1845–1936), Mathematikerin, Ehefrau von Henry Sidgwick, Schwester von Arthur Balfour |
| 1910                                               | Henry Arthur Smith (1848–1922), Anwalt                                                                 |
| 1911                                               | Andrew Lang (1844–1912), schottischer Anthropologe, Journalist und Schriftsteller                      |
| 1912                                               | W. Boyd Carpenter (1841–1918), englischer Bischof von Ripon                                            |
| 1913                                               | Henri Bergson (1859–1941), französischer Philosoph; Nobelpreis für Literatur 1927.                     |
| 1914                                               | F. C. S. Schiller (1864–1937), britischer Philosoph deutscher Herkunft                                 |
| 1915–1916                                          | Gilbert Murray (1866–1957), britischer Altphilologe australischer Herkunft.                            |
| 1917–1918                                          | Lawrence Pearsall Jacks (1860–1955), englischer Professor für Philosophie in Oxford                    |
| 1919                                               | John William Strutt, 3. Baron Rayleigh (1842–1919), englischer Physiker, Nobelpreis 1904               |
| 1920–1921                                          | William McDougall (1871–1938), englisch-amerikanischer Psychologe                                      |
| 1922                                               | Thomas Walter Mitchell (* 1869; † 1944), Herausgeber des British journal of medical psychology         |
| 1923                                               | Camille Flammarion (1842–1925), französischer Astronom und Schriftsteller                              |
| 1924–1925                                          | John George Piddington (1869–1952), englischer Geschäftsmann                                           |
| 1926–1927                                          | Hans Driesch (1867–1941), deutscher Biologe und Naturphilosoph                                         |
| 1928–1929                                          | Sir Lawrence Jones (1885–1955)                                                                         |
| 1930–1931                                          | Walter Franklin Prince (* 1863; † 1934), amerikanischer Parapsychologe und Kleriker                    |
| 1932                                               | Eleanor Mildred Sidgwick (→ 1908) und Oliver Lodge (→ 1901)                                            |
| 1933–1934                                          | Edith Lyttelton (geb. Balfour; 1865–1948), britische Schriftstellerin                                  |
| 1935–1936                                          | C. D. Broad (1887–1971), britischer Philosoph                                                          |
| 1937–1938                                          | Robert John Strutt, 4. Baron Rayleigh (1875–1947), britischer Physiker                                 |
| 1939–1941                                          | Henry Habberley Price (1899–1984), walisischer Philosoph                                               |
| 1942–1944                                          | Robert Thouless (1894–1984), britischer Psychologe und Parapsychologe                                  |
| 1945–1946                                          | George N. M. Tyrrell (1879–1952), britischer Mathematiker, Physiker und Parapsychologe                 |
| 1947–1948                                          | William Henry Salter (1880–1969), englischer Anwalt und psychischer Forscher                           |
| 1949                                               | Gardner Murphy (1895–1979), US-amerikanischer Psychologe und Parapsychologe                            |
| 1950–1951                                          | Samuel George Soal (1889–1975), britischer Mathematiker und Parapsychologe                             |
| 1952                                               | Gilbert Murray (1866–1957), britischer Altphilologe australischer Herkunft.                            |
| 1953–1955                                          | Frederick Stratton (1881–1960), Astrophysiker, Professor in Cambridge                                  |
| 1956–1958                                          | Guy William Lambert (1889–1984), Diplomat                                                              |
| 1958–1960                                          | C. D. Broad (→ 1935)                                                                                   |
| 1960–1961                                          | Henri Habberley Price (→ 1939)                                                                         |
| 1960–1963                                          | Eric Robertson Dodds (1893–1979), irischer Gräzist, Professor in Birmingham und Oxford                 |
| 1963–1965                                          | Donald James West (* 1924), britischer Psychiater, Parapsychologe und Autor                            |
| 1965–1969                                          | Sir Alister Hardy (1896–1985), britischer Meeresbiologe, bekannt für sein Wasseraffen-Hypothese        |
| 1969–1971                                          | W. A. H. Rushton (1901–1980), Physiologe, Professor in Cambridge                                       |
| 1971–1974                                          | Clement William Kennedy Mundle (* 1920), schottischer Philosoph und Parapsychologe                     |
| 1974–1976                                          | John Beloff (1920–2006), britischer Psychologe und Parapsychologe                                      |
| 1976–1979                                          | Arthur J. Ellison (1920–2000), englischer Elektroingenieur                                             |
| 1980                                               | Joseph Banks Rhine (1895–1980), US-amerikanischer Botaniker und Parapsychologe                         |
| 1980                                               | Louisa Ella Rhine (1891–1983), Parapsychologin, Ehefrau von Joseph Rhine                               |
| 1981–1983                                          | Arthur J. Ellison (→ 1976)                                                                             |
| 1984–1988                                          | Donald James West (→ 1963)                                                                             |
| 1988–1989                                          | Ian Stevenson (1918–2007), US-amerikanischer Psychiater und Autor                                      |
| 1992–1993                                          | Alan Gauld, (1932-), britischer Parapsychologe, Psychologe und Autor                                   |
| 1993–1995                                          | Archie Roy, (1924–2012), Professor für Astronomie in Glasgow, gründete 1987 die Schottische SPR        |
| 1995–1998                                          | David Fontana, (1934–2010), britischer Professor für Psychologie in Cardiff, Parapsychologe und Autor  |
| 1998–1999                                          | Donald James West (1924–2020), britischer Psychiater, Parapsychologe und Autor                         |
| 2000–2004                                          | Bernard Carr, (1949-), britischer Professor für Mathematik und Astronomie in London                    |
| 2004–2007                                          | John Poynton, (1931-), südafrikanischer Professor für Biologe                                          |
| 2007–2011                                          | Deborah Delanoy, US-amerikanische Psychologin                                                          |
| 2011–2015                                          | Richard S. Broughton, US-amerikanischer Psychologe                                                     |
| 2015–2018                                          | John C. Poynton, Professor für Biologie                                                                |
| seit 2021                                          | Adrian Parker, Professor für Psychologie und arbeitet an der schwedischen Universität Göteborg         |